# Bojan Gunjević
Bojan Gunjević, né le 11 décembre 1987, est un coureur cycliste croate.

## Palmarès sur route

### Par année
- 2015
  - 3e du championnat de Croatie du contre-la-montre
- 2017
  - 2e du championnat de Croatie du contre-la-montre
- 2018
  - 2e du championnat de Croatie du contre-la-montre
- 2019
  - 2e du championnat de Croatie du contre-la-montre

### Classements mondiaux
| Année                                 | 2015 | 2016 | 2017  | 2018  | 2019  |
| ------------------------------------- | ---- | ---- | ----- | ----- | ----- |
| Classement mondial                    |      | nc   | 1714e | 1592e | 1078e |
| UCI Europe Tour                       | 792e | nc   | 1093e | 1021e | 766e  |
|                                       |      |      |       |       |       |
| Légende : nc = non classéSource : UCI |      |      |       |       |       |

## Palmarès en cyclo-cross
- 2015-2016
  -  Champion de Croatie de cyclo-cross
- 2016-2017
  -  Champion de Croatie de cyclo-cross